# Theresa Kachindamoto

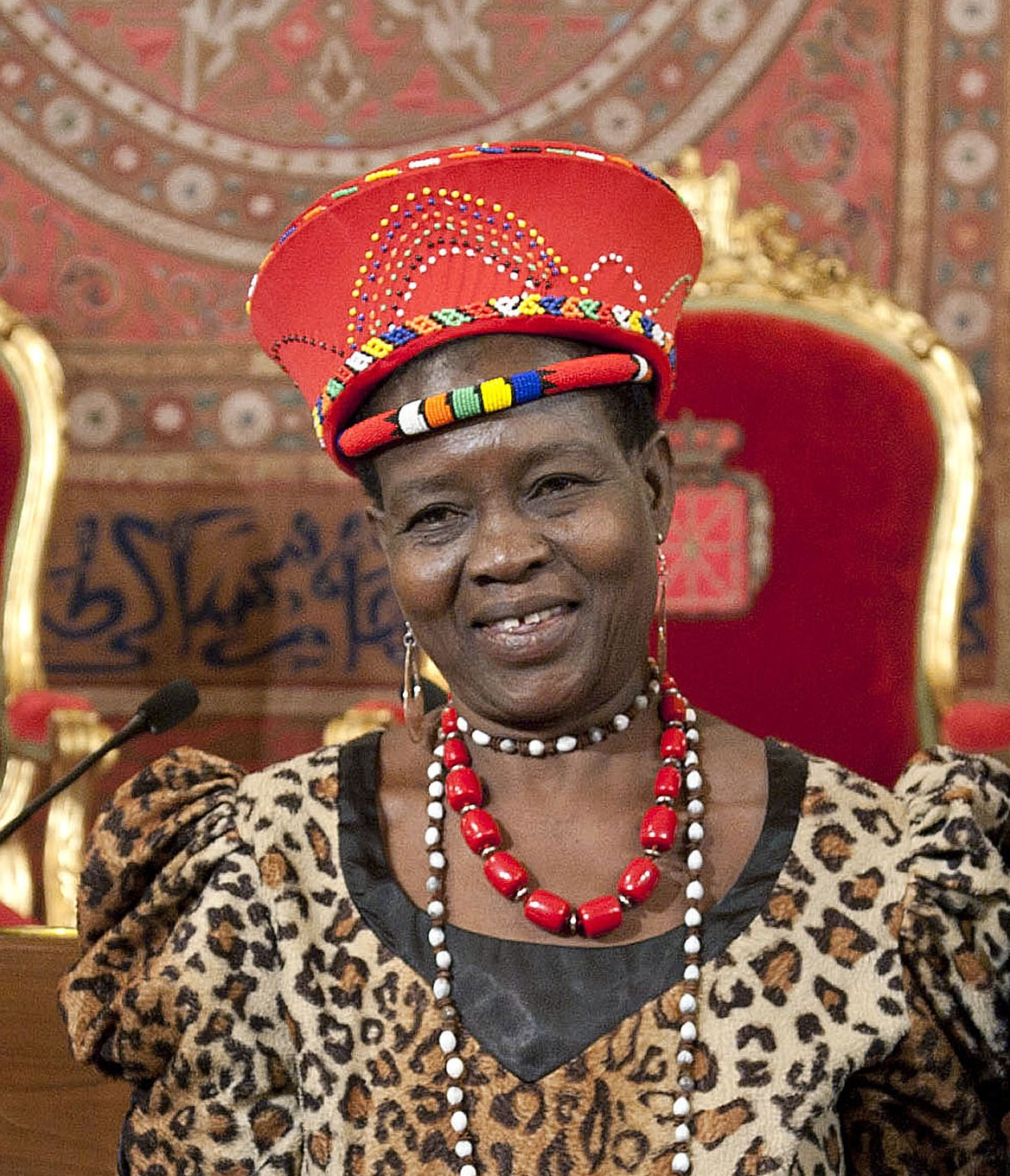
Theresa Kachindamoto 2018

Theresa Kachindamoto (* 1958 in Mtakataka, Malawi) ist eine ranghohe traditionelle Herrscherin (Titel: Inkosi ya makosi) des Distrikts Dedza in Zentral-Malawi. Sie hat informelle Macht über mehr als 800.000 Menschen. Sie ist bekannt für ihren unerbittlichen Einsatz gegen Kinderehen und für die Forderung, dass Mädchen und Jungen ein Recht auf Bildung haben.

## Leben
Theresa Kachindamoto ist die jüngste von zwölf Geschwistern in einer Familie von traditionellen Herrschern im Distrikt Dedza am Malawisee. Sie arbeitete 27 Jahre als Sekretärin am College des Distrikts Zomba im Süden Malawis. Sie ist verheiratet und ist Mutter von fünf Jungen. 2003 wählten die Häuptlinge des Distrikts Dedza sie zum Oberhäuptling des Distrikts mit mehr als 800.000 Einwohnern. Sie nahm die Position auf Lebenszeit an und kehrte nach Monkey Bay zurück, wo sie die traditionellen Kleider, die Ketten und das Leoparden-Haarband anlegte und sofort mit Hausbesuchen begann, um sich vorzustellen. Kachindamoto wurde damit der Inkosi der Cidiaonga-Linie der Maseko- oder Gomani-Dynastie. Sie nahm den Namen Kachindamoto VII in der Nachfolge von Justino Kachindamoto VI an, der den Titel von 1988 bis 2001 innehatte. Von 2001 bis 2003 war ihr älterer Bruder Sunduzeni Inkosi ya Makosi. Er starb überraschend.

## Kinderehen
Malawi ist eines der ärmsten Länder der Welt und hat eine HIV-Infektionsrate von 10 % der Bevölkerung. Eine Untersuchung der Vereinten Nationen 2012 ergab, dass mehr als die Hälfte der Mädchen in Malawi vor ihrem 18. Lebensjahr verheiratet werden. Malawi gehörte damit zu den zwanzig Ländern der Welt mit den meisten Kinderehen – wobei Kinderehen auf dem Land besonders zahlreich sind. Junge Mädchen, die manchmal nur sieben Jahre alt, sind Opfer von sexualisierter Gewalt in traditionellen, sogenannten Initiations-Camps oder Camps für kusasa fumbi (deutsch: Reinigung). 2015 wurde in Malawi ein Gesetz verabschiedet, das die Ehe unter 18 Jahren verbot. Dennoch gestatteten es die Verfassung und das Gewohnheitsrecht der traditionellen Führer, dass Kinder verheiratet werden konnten, wenn es die Eltern erlaubten. Häufig kommt es auch zu Komplikationen bei Geburten von Mädchen, deren Körper zu klein für eine Geburt sind.
Kachindamoto war schockiert, dass es in ihrem Machtbereich eine hohe Anzahl von Kinderehen gab. Sie konnte die Eltern jedoch zunächst nicht überzeugen, ihre Sichtweise zu ändern. Aber die 50 Unter-Häuptlinge des Distrikts stimmten ihr zu, die Kinderehe abzuschaffen und bestehende Ehen aufzulösen. Sie setzte vier Unter-Häuptlinge ab, die in ihrem Machtbereich dafür verantwortlich waren, dass weiterhin Kinderehen geschlossen wurden. Sie wurden wieder als Häuptlinge eingesetzt, sobald sie sich einverstanden erklärten, dass sie die bestehenden Kinderehen auflösen würden. Sie überzeugte Dorfvorsteher, die Gesetze so zu ändern, dass die Kinderehe verboten wird.
Im Juni 2015, erzählte sie der Maravi Post, „Ja, ich habe 330 Ehen aufgelöst. Bei 175 davon waren die Ehefrauen kleine Mädchen, bei 155 davon waren die Ehemänner kleine Jungen. Ich wollte, dass sie zurück zur Schule gehen. Das ist mir gelungen.“ Sie erzählte der Nyasa Times, „Ich bin gegen Kinderehen, die Kinder müssen zur Schule gehen. Wir haben nun Gesetze festgelegt, um jedem in meinem Bereich eine Richtlinie für Ehen zu geben und haben damit eine heilige Kuh geschlachtet... Kein Kind soll während der Schulzeit zu Hause herumlungern, im Garten arbeiten oder den Haushalt machen. Kein Ortsvorsteher, Kreisvorsteher oder Kirchenvorstand soll eine Hochzeit durchführen, bevor er nicht die Geburtsdaten des Paares geprüft hat.“ Sie wurde dafür Terminator genannt und bekam auch Morddrohungen.
Die annullierten Ehen waren solche, die nach dem Gewohnheitsrecht von einem Häuptling geschlossen worden waren und weniger solche, die standesamtlich geschlossen wurden. Häuptling Kachindamoto arbeitete mit einer Gruppe Mütter, Lehrer, Gemeindeentwicklungskommitees, religiösen Führern und Nicht-Regierungsorganisationen zusammen. Sie erfuhr Widerstand besonders von armen Eltern, die Mitgift gezahlt hatten. Viele Eltern konnte sie damit überzeugen, dass ein ausgebildetes Mädchen ihnen zukünftig viel mehr helfen kann, als wenn sie es jetzt billig verkaufen.
Bis 2019 gelang es Kachindamoto, über 3.500 Kinderehen aufzulösen. Damit bekam sie internationale Anerkennung.
In der Rolle als UN-Botschafterin Women Goodwill besuchte Schauspielerin Emma Watson im Oktober 2016 Theresa Kachindamoto in ihrem Heimatdorf Mtakataka.
Im März 2017 wurde Kachindamoto bei einer Zeremonie in Washington DC ausgezeichnet, bei der auch Hillary Clinton anwesend war.
Am 15. Mai 2019 wurde Häuptling Theresa Kachindamoto von World Connect in Manhattan dafür geehrt, dass sie inzwischen 5.000 Kinderehen aufgelöst hat.
2020 wurde sie vom Magazin Forbes eine der 50 mächtigsten Frauen Afrikas genannt.
Der Name Kachindamoto heißt auf Deutsch übersetzt „Die mit dem Feuer spielt“.